# David Ekholm
Pour les articles homonymes, voir Ekholm.
David Ekholm, né le 16 janvier 1979 à Ekshärad, est un biathlète suédois retraité depuis 2010. Il a été notamment médaillé d'argent en relais mixte aux Championnats du monde 2009.

## Biographie
Il est le mari de la biathlète Helena Ekholm.

## Palmarès

### Jeux olympiques
| Épreuve / Édition | Turin 2006 |
| Sprint            | 37e        |
| Poursuite         | 38e        |
| Individuelle      | 35e        |
| Mass start        |            |
| Relais            |            |

### Championnats du monde
| Épreuve / Édition                | Individuelle | Sprint | Poursuite | Départ en masse | Relais | Relais mixte |
| Mondiaux 2007 Antholz-Anterselva | 52e          | -      | -         | -               | 7e     | -            |
| Mondiaux 2008 Östersund          | -            | 25e    | 39e       | -               | 6e     | -            |
| Mondiaux 2009 Pyeongchang        | 5e           | -      | -         | 22e             | -      | Argent       |

Légende :

- : n'a pas participé à l'épreuve

### Coupe du monde
- Meilleur classement général : 54e en 2009.
- Meilleur résultat individuel : 5e place.
- 2 podiums en relais : 2 victoires.
- 1 podium en relais mixte : 1 deuxième place.

#### Différents classements en Coupe du monde
| Année     | Classement général final | Sprint | Poursuite | Individuelle | Mass start |
| 2005-2006 | 62e                      | 62e    | 54e       | -            | -          |
| 2006-2007 | 67e                      | 66e    | 68e       | 44e          | -          |
| 2007-2008 | 69e                      | 56e    | 66e       | -            | -          |
| 2008-2009 | 54e                      | 55e    | 83e       | 31e          | 43e        |

### Championnats du monde junior
- Médaille d'or du relais en 1999.